# Rhaphiomidas acton
Rhaphiomidas acton is een vliegensoort uit de familie Mydidae. De wetenschappelijke naam van de soort is voor het eerst geldig gepubliceerd in 1891 door Coquillett.
De soort komt voor in de Verenigde Staten.